# برايان وليامز (لاعب كرة قدم أمريكية)
برايان وليامز (بالإنجليزية: Brian Williams)‏ هو لاعب كرة قدم أمريكية أمريكي، ولد في 17 ديسمبر 1972 في دالاس في الولايات المتحدة.

## وصلات خارجية
- برايان وليامز على موقع مرجع كرة القدم المحترفة.كوم (الإنجليزية)